# Henri Didon
Henri Didon (Le Touvet, 17 marzo 1840 – Tolosa, 13 marzo 1900) è stato un religioso e scrittore francese.
Appartenente all'Ordine dei Domenicani, scrisse alcuni testi che ebbero negli ultimi anni del XIX secolo grande popolarità, tra cui Les Allemands (1884) e Jésus-Christ (1891) e fu un illustre promotore dello sport moderno, ideando la massima Citius, Altius, Fortius ("Più veloce, più alto, più forte"), proposto poi come motto olimpico da Pierre de Coubertin durante il I congresso olimpico nel 1894.

## Biografia

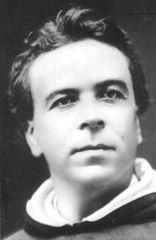
Padre Henri Didon

Dall'età di nove anni frequentò una scuola cattolica di Grenoble, il Petit séminaire du Rondeau, attestandosi come un brillante studente ed un ottimo atleta; nel 1855 vinse tre titoli ai “Rondeau Olympic Games” che si tengono ogni quattro anni dal 1832. Durante un viaggio al monastero della Grande Chartreuse, vicino Grenoble, si risvegliò in lui la fede religiosa, prendendo poi i voti dell'Ordine dei Domenicani nel settembre 1856, grazie anche all'influenza che ebbe su di lui Jean-Baptiste Henri Lacordaire. Didon completò la sua formazione nel collegio della Basilica di Santa Maria sopra Minerva di Roma, dove si distinse come abile oratore. Due anni dopo fu ordinato sacerdote di Aix-en-Provence, all'età di 22 anni.
Divenuto dottore in teologia, ebbe modo di predicare a Londra e in particolare a Liegi, rivolgendosi principalmente alle classi sociali più alte. Tornato a Parigi, Le Figarò gli dedicò un articolo titolato Padre Didon è un astro nascente. Dal 1870, durante la guerra franco-prussiana, fu cappellano militare, venendo poi preso d'assedio dalle truppe tedesche nell'assedio di Metz; dopo la resa della città lorenese, si ammalò e trovò rifugio a Ginevra, battendosi comunque per l'unità nazionale ed opponendosi all'abbandono dell'Alsazia-Lorena. Con la fine del conflitto, si spostò a Marsiglia dove predicò a favore della "rigenerazione della Francia". Didon lasciò poi la città provenzale per riprendere le sue prediche a Parigi, in cui seguì i corsi di Claude Bernard al Collège de France per approfondire la sua conoscenza delle scienze sperimentali; in questo periodo frequentò anche Gustave Flaubert e Guy de Maupassant e celebrò il matrimonio di René Vallery-Radot con la figlia di Louis Pasteur, Marie-Louise, e segretamente anche quello tra Samuel Pozzi, protestante che aveva perso la fede, e Thérèse Loth Cazalis, di religione cattolica. Il suo operato venne apprezzato anche dallo stesso Papa Leone XIII, grazie al quale trovò maggiore coraggio per le sue omelie, riguardanti spesso il rapporto tra scienza e religione e sulla questione del divorzio; tuttavia nel 1880 un sermone tenuto nella Cattedrale di Notre-Dame non fu apprezzato dall'Arcivescovo di Parigi, Joseph Hippolyte Guibert, che pose fine alla sua carriera di predicatore e lo esiliò in Corsica, presso il convento di Corbara.

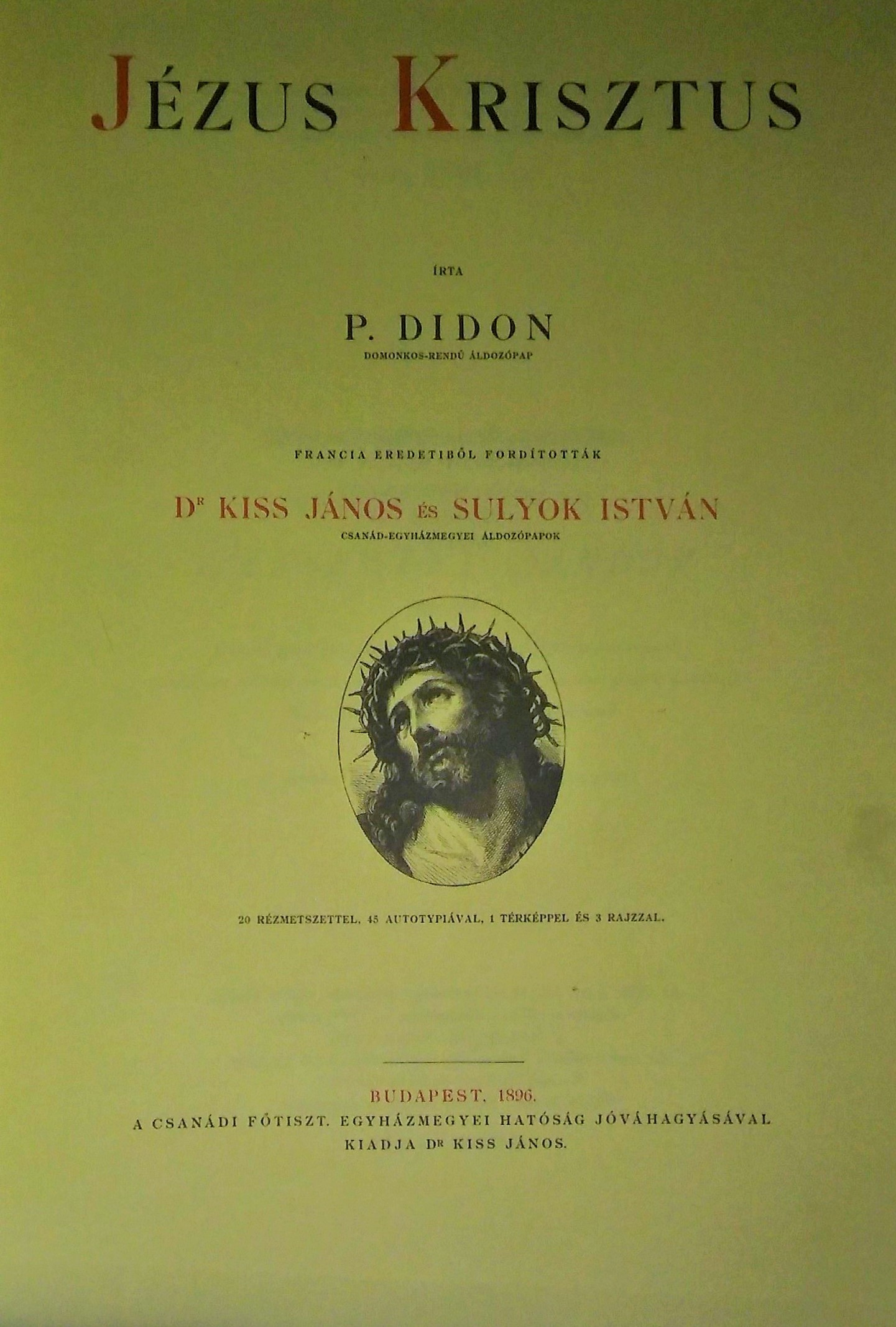
L'edizione ungherese di Jésus-Christ di Didon

Durante la sua permanenza nell'isola francese si dedicò principalmente alla scrittura di un libro in due volumi sulla vita di Gesù, grazie al quale ottenne l'autorizzazione a compiere un viaggio di studio in Germania dove studiò il pensiero di filosofico di Kant e Hegel. Al suo ritorno, pubblicò un'opera intitolata Les Allemands, che causò nuovamente qualche attrito con i padri superiori. Completò la stesura di Jésus-Christ presso il Collegio domenicano Albert-le-Grand di Arcueil, di cui divenne priore e preside nel 1890, anno in cui fu pubblicato il libro che ricevette un'ottima accoglienza in Francia e all'estero, come confermato dalle ottime recensioni del The Times di Londra, del The New York Times e de Osservatore Romano. Con i guadagni ottenuti dalle vendite dell'opera, finanziò alcuni lavori ad Albert-le-Grand e qualche gita scolastica, tra cui un pellegrinaggio a Roma dal 29 marzo al 12 aprile 1891 in cui incontrò Leone XIII e un secondo viaggio tra il 1892 e il 1893 che arrivò a Costantinopoli, passando per la capitale italiana, Vienna, Budapest, Belgrado, Sofia e la Grecia. Al ritorno ad Arcueil, dal momento che era divenuto un personaggio molto popolare; qui ripropose anche gli sport che praticava da bambino a Rondeau, impegnandosi poi nello sviluppo di un movimento sportivo francese, frequentando tra gli altri Georges de Saint-Clair e Pierre de Coubertin.
Il primo incontro tra Didon e il barone francese si ebbe il 2 gennaio 1891, quando de Coubertin chiese al padre domenicano un aiuto per convincere le scuole religiose a disputare alcuni incontri sportivi contro le varie istituzioni laiche. Pochi giorni dopo il colloquio tra i due, Didon creò un'associazione sportiva ufficiale all'interno del collegio, che partecipò ad un primo evento di sport il 7 marzo, in cui il nobile era direttore di gara; per quest'occasione inventò e fece ricamare sulla bandiera della scuola la massima Citius, Altius, Fortius ("Più veloce, più alto, più forte"), che tre anni più tardi divenne il motto ufficiale del Giochi olimpici moderni durante il congresso del 1894. Sempre nello stesso anno divenne segretario generale dell'Union des sociétés françaises de sports athlétiques ("Unione delle società francesi degli sport atletici", nota anche con l'acronimo "USFSA"). Didon e de Coubertin si incontrarono di nuovo nel 1896 ad Atene per i Giochi della I Olimpiade, in cui il religioso celebrò la messa ufficiale.  Di ritorno dalla capitale greca ad Arcueil, proseguì con le sue riforme, ponendo particolare attenzione ai valori dello sport, dicendo tra le altre cose: "Credo che i vincitori nel calcio abbiano buone possibilità di essere i vincitori di domani nelle gare intellettuali". Prese parte anche al II congresso olimpico di Le Havre del 1897.
Tra il 1898 e il 1899 fece un viaggio di studio in Gran Bretagna per osservare il sistema educativo inglese e fu ospitato a Cambridge e a Oxford, dove gli venne chiesto di tenere alcune conferenze, visitando anche l'Harrow School, l'Eton College e il Rugby School. Un mese dopo il suo ritorno dall'Inghilterra fu invitato a riferire le sue conclusioni al governo francese; nonostante le proteste dei Gesuiti, fu ricevuto dalla commissione didattica dove presentò i suoi orientamenti pedagogici. Didon morì il 13 marzo 1900 a Tolosa, partito per una missione verso Roma in cui era incaricato di consegnare al Papa un messaggio di Pierre Waldeck-Rousseau per appianare il conflitto tra Chiesa e Stato.

## Opere
- L'Homme selon la science et la foi, conférences (1875)
- L'Enseignement supérieur et les Universités catholiques (1876)
- La Science sans Dieu, conférences (1878)
- Indissolubilité et divorce, conférences de Saint-Philippe du Roule (1880)
- Les Allemands (1884)
- Discours prononcé par le R. P. Didon à la conférence Saint-François de Sales, le 17 juin 1891, à l'occasion des fêtes du centenaire de Saint-Bernard (1891)
- Discours prononcé par le P. Didon, des Dominicains, à la cérémonie de mariage de M. Pierre Valentin et de Mlle Léontine Devillas, (1891)
- La Foi en la divinité de Jésus-Christ, conférences prêchées à l'église de la Madeleine, carême de 1892 (1894)
- Jésus-Christ (2 volumi, 1891)
- Influence morale des sports athlétiques, discours prononcé au congrès olympique du Havre (1897)
- Lettres du R. P. Didon, de l'ordre des frères prêcheurs, à mademoiselle Th. V. (1901)
- Lettres du P. Didon à un ami (1902)
- Lettres à madame Caroline Commanville (2 volumi, 1930)